# 彦根市立稲枝中学校
彦根市立稲枝中学校（ひこねしりつ いなえちゅうがっこう）は、滋賀県彦根市にある公立中学校。

## 沿革
- 1992年 - プール改築工事竣工[1]
- 1993年 - 夜間照明設備整備完成[1]
- 2001年 - 武道場新築工事竣工[1]

## 学区
稲枝東小学校、稲枝西小学校、稲枝北小学校の学区に準じる。

## 進学元小学校
稲枝東小学校、稲枝西小学校、稲枝北小学校

## 著名な卒業生
- 小谷優介（元陸上選手）